# Wolfenstein (videohra, 2009)
Wolfenstein je střílečka z pohledu první osoby z roku 2009, kterou vyvinula společnost Raven Software a vydala společnost Activision. Slouží jako volné pokračování hry Return to Castle Wolfenstein z roku 2001. Využívá vylepšenou verzi softwaru id Tech 4 od společnosti id Software. Hra byla vydána v srpnu 2009 pro Microsoft Windows, PlayStation 3 a Xbox 360.
Videohra se setkala s pozitivním přijetím kritiků, ale zaznamenala slabší prodej. Během prvního měsíce se prodalo celkem 100 000 kopií. Byla to poslední hra, na kterou id Software dohlížel jako nezávislý vývojář, a poslední hra v sérii, kterou vydala společnost Activision.
Na hru volně navázalo pokračování Wolfenstein: The New Order vydané v roce 2014.

## Příběh
Děj se odehrává ve fiktivním městě Isenstadt za druhé světové války, kde Nacisté zavedli stanné právo, aby vykopali vzácné krystaly Nachtsonne potřebné k přístupu do dimenze „Black Sun“.
V průběhu hry se dění v Isenstadtu stává podivnějším, například vojenské hlídky jsou nahrazeny nadpřirozenými bytostmi. Mezi lokace patří městská kanalizace, hostinec, nemocnice, farma, podzemí, kostel, velitelství SS, naleziště, jeskyně, konzervárna, radiostanice, paranormální základna, generálův dům, hrad, letiště a velká vzducholoď.